# 2021년 5월 26일 월식
2021년 5월 26일 월식은 2021년 5월 26일의 개기월식으로, 2021년 첫 월식이다. 달의 크기가 평소보다 큰 슈퍼문이며, 2018년 1월 31일 월식 이후 3년만에 슈퍼블러드문이 떠오르게 되었다.
개기월식은 지구의 그림자가 달을 가리면서 일어나는 현상인데, 레일리 산란 때문에 생겨나는 현상이기도 하다.

## 관측
이 월식은 남아시아 전체, 오스트레일리아 전체, 오세아니아 전체, 대부분의 알래스카와 캐나다, 대부분의 미국 48개 주, 하와이 전체, 멕시코 전체, 중앙아메리카 전체, 대부분의 남아메리카에서 관측되었다. 대한민국은 관측 가능한 지역이었고 8시 9분부터 8시 27분까지 일어날 예정이였지만, 하늘이 흐려 월식을 관측할 수 없었다. 그에 따라 일부 관측 유튜브에서는 당황하며 개기월식이 일어나는 이유를 설명하기도 하였다.
| 시야의 반구 | 월식 관측 지도 |

### 시간

달이 내려가면서 본그림자와 반그림자를 접하는 지점

| 시간 | 시간      | 5월 26일 오후 / 5월 27일 오전 | 5월 26일 오후 / 5월 27일 오전 | 5월 26일 오후 / 5월 27일 오전 | 5월 26일 오후 / 5월 27일 오전 | 5월 26일 오전 | 5월 26일 오전 | 5월 26일 오전 | 5월 26일 오전 | 5월 26일 오전 | 5월 26일 오전 | 5월 26일 오전 | 5월 26일 오전 |
| P1   | 반영 시작 | 4:48 pm                       | 6:48 pm                       | 8:48 pm                       | 10:48 pm                      | 12:48 am      | 1:48 am       | 2:48 am       | 3:48 am       | 4:48 am       |               |               |               |
| U1   | 부분 시작 | 5:45 pm                       | 7:45 pm                       | 9:45 pm                       | 11:45 pm                      | 1:45 am       | 2:45 am       | 3:45 am       | 4:45 am       | 5:16 am       |               |               |               |
| U2   | 개기 시작 | 7:11 pm                       | 9:11 pm                       | 11:11 pm                      | 1:11 am                       | 3:11 am       | 4:11 am       | 5:11 am       | 6:11 am       | -             |               |               |               |
|      | 최대 월식 | 7:19 pm                       | 9:19 pm                       | 11:19 pm                      | 1:19 am                       | 3:19 am       | 4:19 am       | 5:19 am       | 6:19 am       | -             |               |               |               |
| U3   | 개기 끝   | 7:26 pm                       | 9:26 pm                       | 11:26 pm                      | 1:26 am                       | 3:26 am       | 4:26 am       | 5:26 am       | -             | -             |               |               |               |
| U4   | 부분 끝   | 8:52 pm                       | 10:52 pm                      | 12:52 am                      | 2:52 am                       | 4:52 am       | -             | -             | -             | -             |               |               |               |
| P4   | 반영 끝   | 9:50 pm                       | 11:50 pm                      | 1:50 am                       | 3:50 am                       | 5:50 am       | -             | -             | -             | -             |               |               |               |